# Giò
Giò là món ăn sử dụng nguyên liệu chính là thịt (gia súc, gia cầm) giã nhuyễn, phối trộn với một số nguyên liệu khác, được gói chặt và thường được làm chín bằng cách luộc hay hấp, thịnh hành trong ẩm thực Việt Nam từ Bắc tới Nam với rất nhiều biến thể.

## Nguyên liệu
- Thịt: tùy theo loại giò, thịt được sử dụng khác nhau (thịt bò, thịt thủ lợn, thịt nạc thăn lợn, thịt gà v.v.) tuy nhiên hầu hết đều phải lựa chọn miếng thịt ngon, còn rất tươi, thậm chí còn nóng hổi khi hoàn tất mổ gia súc, gia cầm.
- Nước mắm: chọn nước mắm loại ngon.
- Nguyên liệu, gia vị khác: trứng (với giò hoa), mộc nhĩ (với giò thủ), hạt tiêu (với giò bò), nấm hương (giò gà), mỡ phần (giò bò), bì lợn (giò bì) v.v.
- Lá chuối và lạt giang để gói.

## Thực hiện
Ngoại trừ món giò xào sử dụng thịt thái miếng xào chín và gói, ép, lợi dụng thành phần cốt giao (gelatin và collagen) trong bì ở phần thịt thủ làm chất kết dính, các loại giò khác thường sử dụng thịt thăn gia súc (bò, lợn) hoặc gia cầm (gà), giã nhuyễn mịn, trộn với chút nước mắm ngon và tùy theo loại giò, trộn thêm với các nguyên liệu, gia vị phụ khác, bó chặt bằng lá chuối và luộc hoặc hấp chín.
Trước kia thịt làm giò thường được lựa chọn thịt tươi, gia súc gia cầm mới mổ chưa quá lâu. Thịt được giã thủ công với chày và cối đá, giã đều tay (không nhanh không chậm) đến khi nhuyễn mịn, nhấc đầu chày lên không bị dính. Hiện nay có một số nơi sử dụng máy để giã thịt thay thế sức lao động thủ công. Không sử dụng thịt xay vì khiến miếng giò thành phẩm sẽ bị bã, không ngon.

## Các loại giò
- Giò sống: thịt thăn lợn được giã nhuyễn như cách làm giò lụa, nhưng dùng để chế biến những món ăn khác như nặn viên với nấm hương để nấu canh bóng mọc; làm bún mọc; rán, nướng như một loại chả nướng v.v.
- Giò lụa: sử dụng thịt thăn lợn giã nhuyễn gia thêm chút nước mắm ngon và gói trong lá chuối, luộc chín. Những miếng giò màu trắng ngà hơi ngả sang hồng nhạt, thơm thoảng mùi lá chuối rất thịnh hành trong ẩm thực Việt Nam từ Bắc vô Nam như một món ăn vừa phổ thông vừa cao cấp. Theo Nguyễn Tuân trong thiên tùy bút Giò lụa tặng Thạch Lam, đây là món ăn quốc hồn quốc túy là tiết mục độc đáo chỉ có ta mới có, chỉ người Việt Nam ta mới nghĩ ra và làm ra mà thôi[2].
- Giò bò: thịt thăn bò giã nhuyễn, gia thêm mỡ phần, nước mắm, hạt tiêu giã giập, gói và luộc chín. Miếng giò có màu hơi nâu xậm, điểm chút hạt tiêu thơm gắt. Một biến thể khác của món giò này là sự kết hợp thêm thịt gân bò, nhằm khiến thành phẩm dai giòn tương tự giò tai hay giò bì lợn.
- Giò gà: lựa thịt gà ta lọc bỏ xương, thái miếng thịt và trộn đều với giò sống, chút nấm hương, gói và luộc chín như quy trình làm giò lụa, giò bò[3]. Giò gà thường có thể được lót một lớp lá chanh bên trong lớp lá chuối để tạo hương thơm đặc trưng. Một phương thức chế biến khác cũng thường bắt gặp là xào nguyên liệu, tương tự giò thủ, tạo nên món giò gà xào nấm[4]
- Giò hoa: sử dụng giò sống trộn đều với trứng tráng xắt miếng mỏng, gói và luộc, khi xắt miếng giò sẽ tạo những vân màu vàng của trứng rất đẹp. Một số nơi còn làm giò hoa ngũ sắc, sử dụng cả nấm mèo, cà rốt, đậu cô ve[5], lòng đỏ trứng muối khiến miếng giò thành phẩm có nhiều màu sắc rất đẹp mắt.
- Giò thủ hay giò xào: là món ăn dễ thực hiện và phổ thông, nên hầu khắp các gia đình đều có thể có điều kiện để làm ngày tết. Các nguyên liệu chính của giò xào là thịt ở hầu hết các bộ phận phần thủ (đầu) lợn như: tai, mũi lưỡi, má, có chất keo dính của bì, kết hợp với mộc nhĩ. Các nguyên liệu được sơ chế sạch, chần qua nước sôi, xắt miếng mỏng, ướp gia vị, hạt tiêu rồi mới đem xào thật chín. Gói chặt nguyên liệu đã xào trong lá chuối, lá dong khi nguyên liệu còn nóng, dùng các thanh tre nẹp xung quanh và buộc lạt thật chặt ở đầu thanh tre để ép giò cho chảy nước mỡ xuống phía bát hứng phía dưới. Giò xào ăn giòn và thơm ngon, không ngán.
- Giò bì: được làm từ giò sống và bì lợn trắng, sạch luộc chín xắt hạt lựu, gói thành những chiếc giò bé bằng ngón tay, luộc chín. Tại Hưng Yên có món giò bì nổi tiếng, giò bì phố Xuôi, sử dụng bì làm sạch luộc chín và thái chỉ trộn giò sống, gói trong lá chuối thành những chiếc giò to[6]. Miếng giò bì giòn sần sật, là món ăn lai rai của các đấng mày râu và cũng là món gia thêm vào một số tô bún như bún cá, bún riêu.
- Giò tai: gần tương tự như cách làm giò bì, nhưng thay bì bằng tai lợn thái mỏng kết hợp với giò sống, gói chiếc giò bé như ngón tay và luộc. Giò tai rất thịnh hành khi được gia thêm vào bát bún riêu Nam Bộ hay bún nước lèo.
- Giò ngựa, được làm từ phần thịt nạc không có gân của ngựa, giã nhuyễn với chút mỡ lợn cho không bị khô, gói và luộc. Giò nạc và ngọt, không dai, ăn lạ miệng, thịnh hành tại Ngọc Lý, Tân Yên, Bắc Giang.
- Giò me (giò bê): nổi tiếng Nghệ An, giò me Nam Đàn có nguyên liệu chính là thịt bê (bê dưới 1 năm tuổi), trứng gà ri (gà ác) kết hợp với các loại gia vị, đặc biệt là nước mắm nguyên chất Cửa Lò[6]. Giò được hấp cách thủy trong vòng 12 tiếng đồng hồ. Miếng giò có màu hồng của thịt bê chín đều, không bị khô.
- Giò mỡ (hay còn gọi là giò lây, giò cuốn hay giò nây): Món giò này là món ăn truyền thống ẩn chứa nét tinh hoa ẩm thực của người dân Thái Bình. Tương tự như các món giò truyền thống khác, giò nây cũng được làm từ thịt lợn nhưng có cách chế biến đặc biệt hơn. Thay vì xay nhuyễn thịt, người Thái Bình lại sử dụng miếng thịt lợn ba chỉ còn nguyên tảng lớn, giữ lại lớp bì rồi mới đem ướp gia vị và gói.

## Thưởng thức
Thường giò được xắt miếng và bày lên đĩa theo những hình thức trang trí mang tính thẩm mỹ, đặc biệt khi bày mâm cỗ giỗ, tết. Một số loại giò rất hợp khi ăn kèm với dưa muối (như giò thủ), hoặc xôi (như giò bò, giò lụa), hoặc bánh giầy (giò lụa).
Món cơm tám giò chả gồm cơm nấu từ gạo tám xoan ăn kèm giò bò, chả quế (hay chả lợn, chả mỡ, chả hạt lựu...) và một số loại dưa muối như dưa cải, dưa giá, dưa cần, dưa bắp cải, là món ngon nức tiếng của Hà Nội xưa.

## Hình ảnh

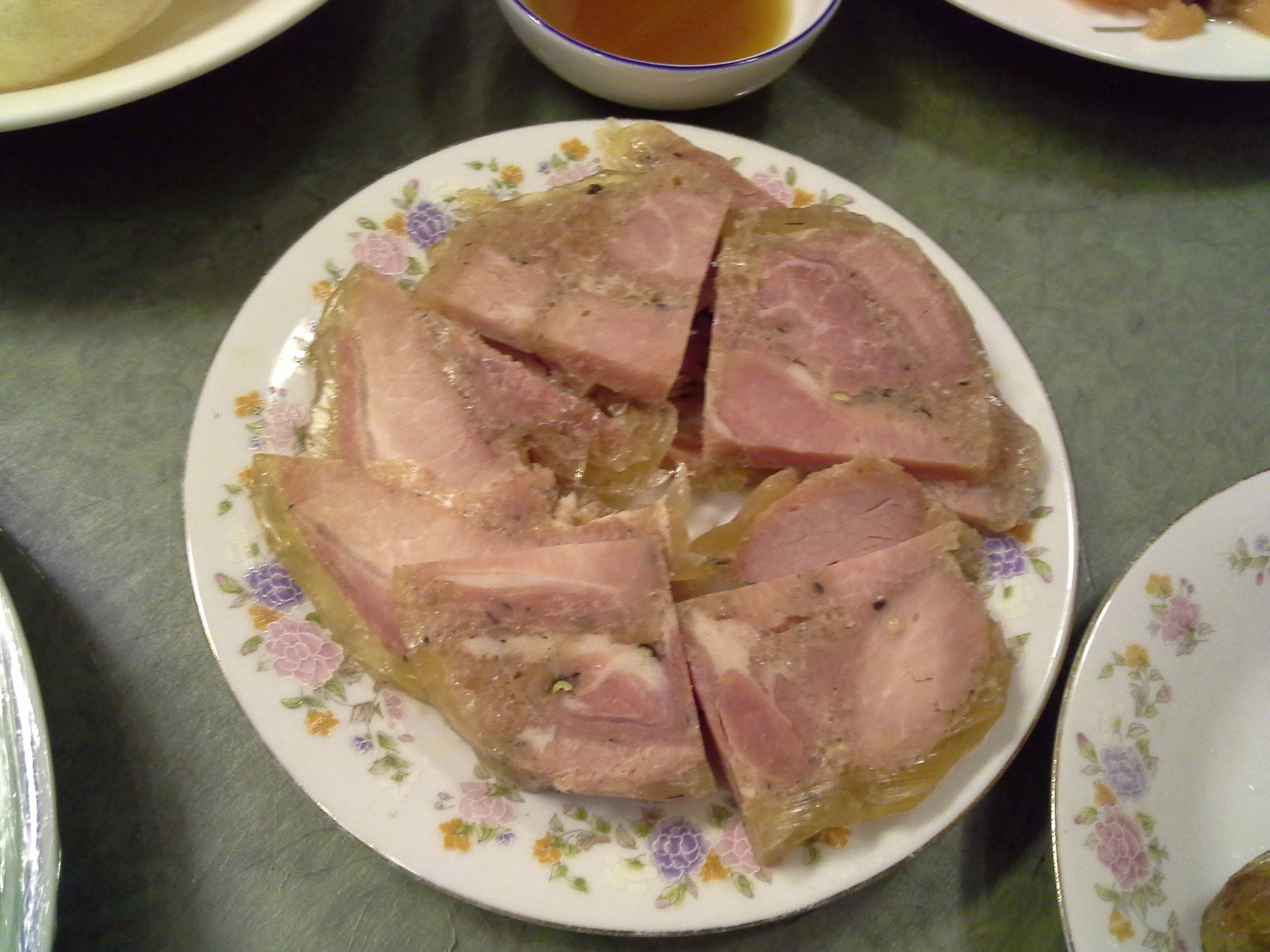
Giò me Nghệ An, còn gọi là giò bê theo cách gọi của người miền Bắc Việt Nam.
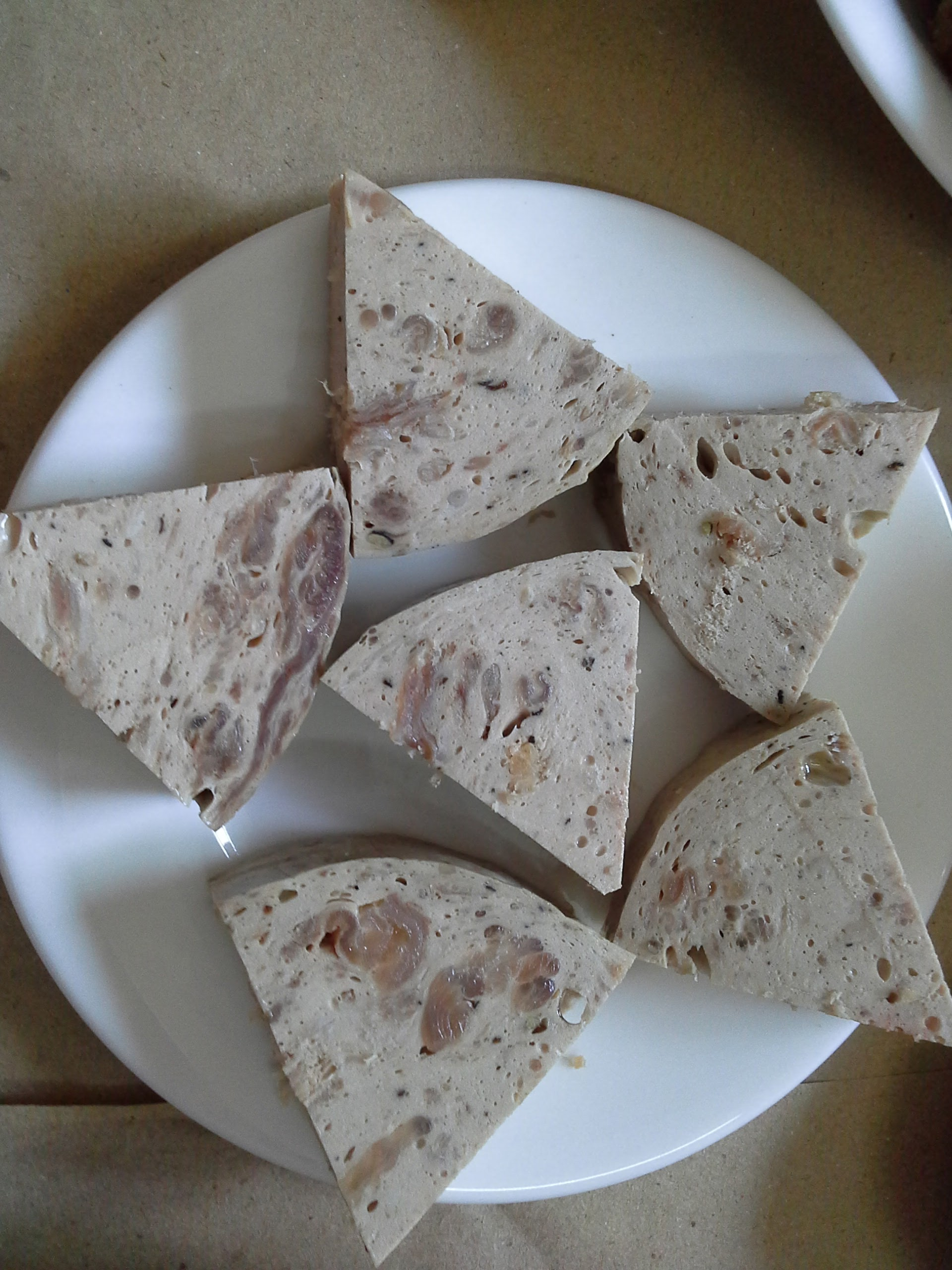
Giò gân Quế Võ, Bắc Ninh, được làm từ giò sống và gân lợn.
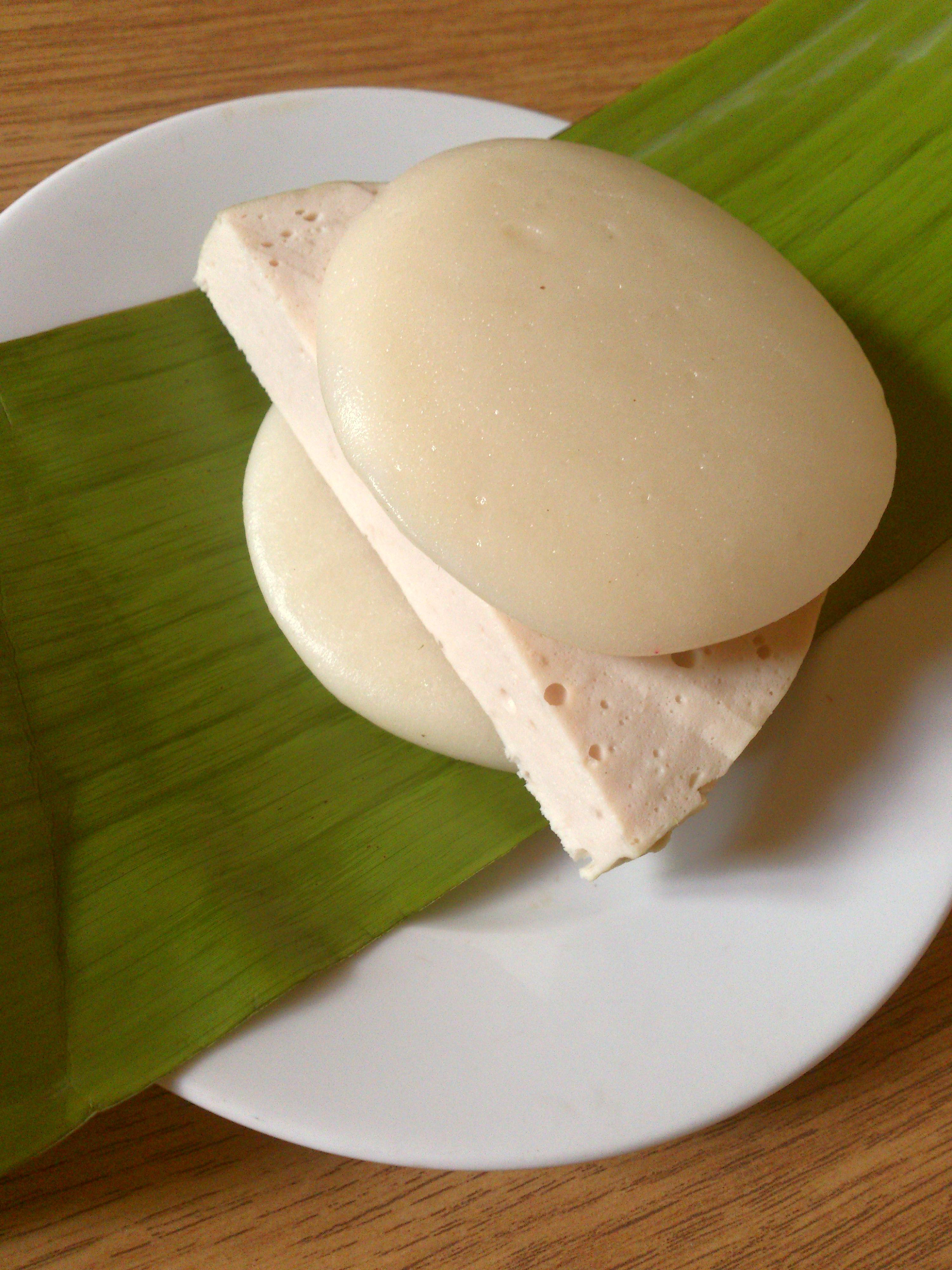
Một nửa khoanh giò lụa kẹp bánh giầy
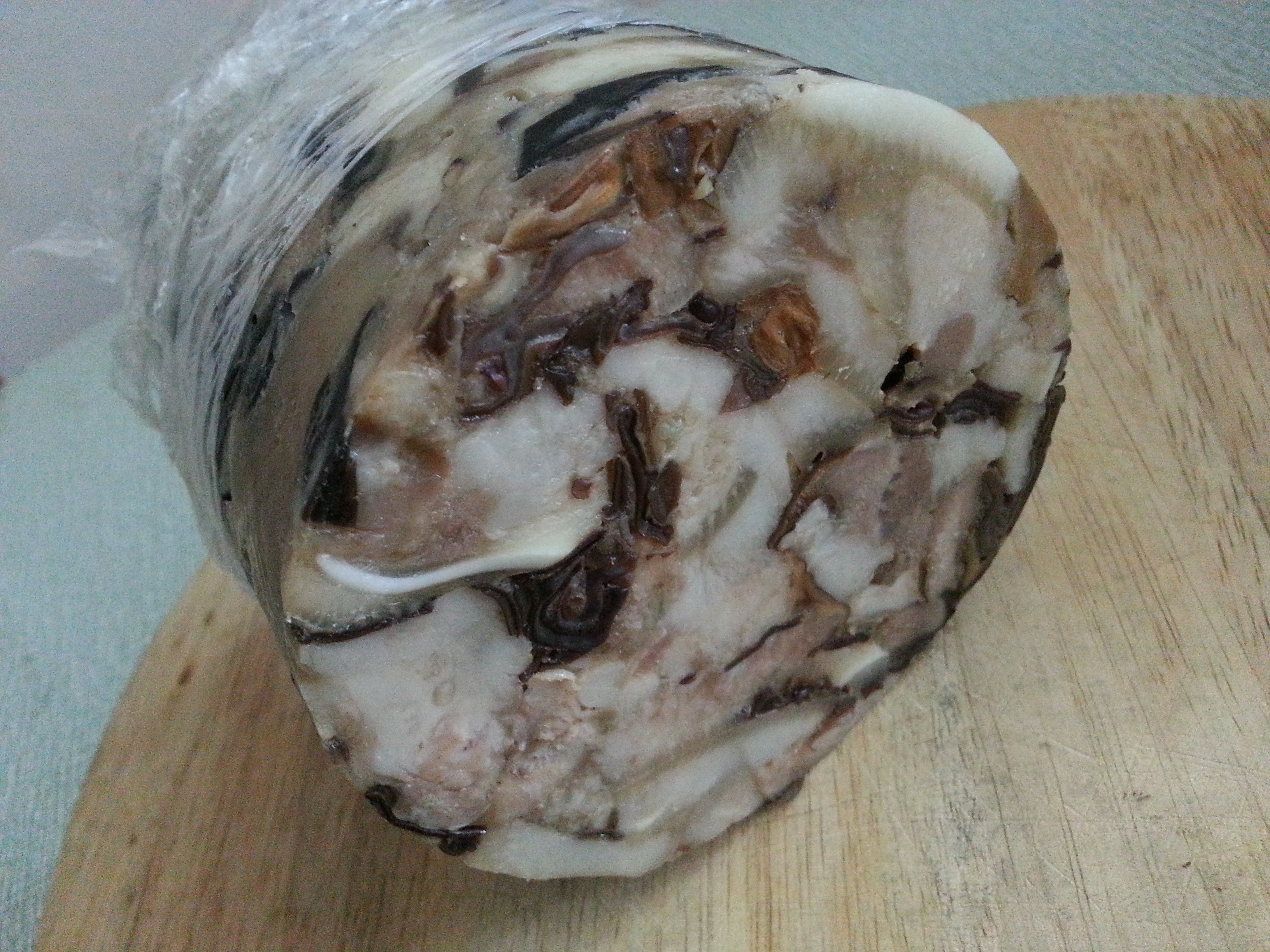
Một khúc giò thủ trên thớt
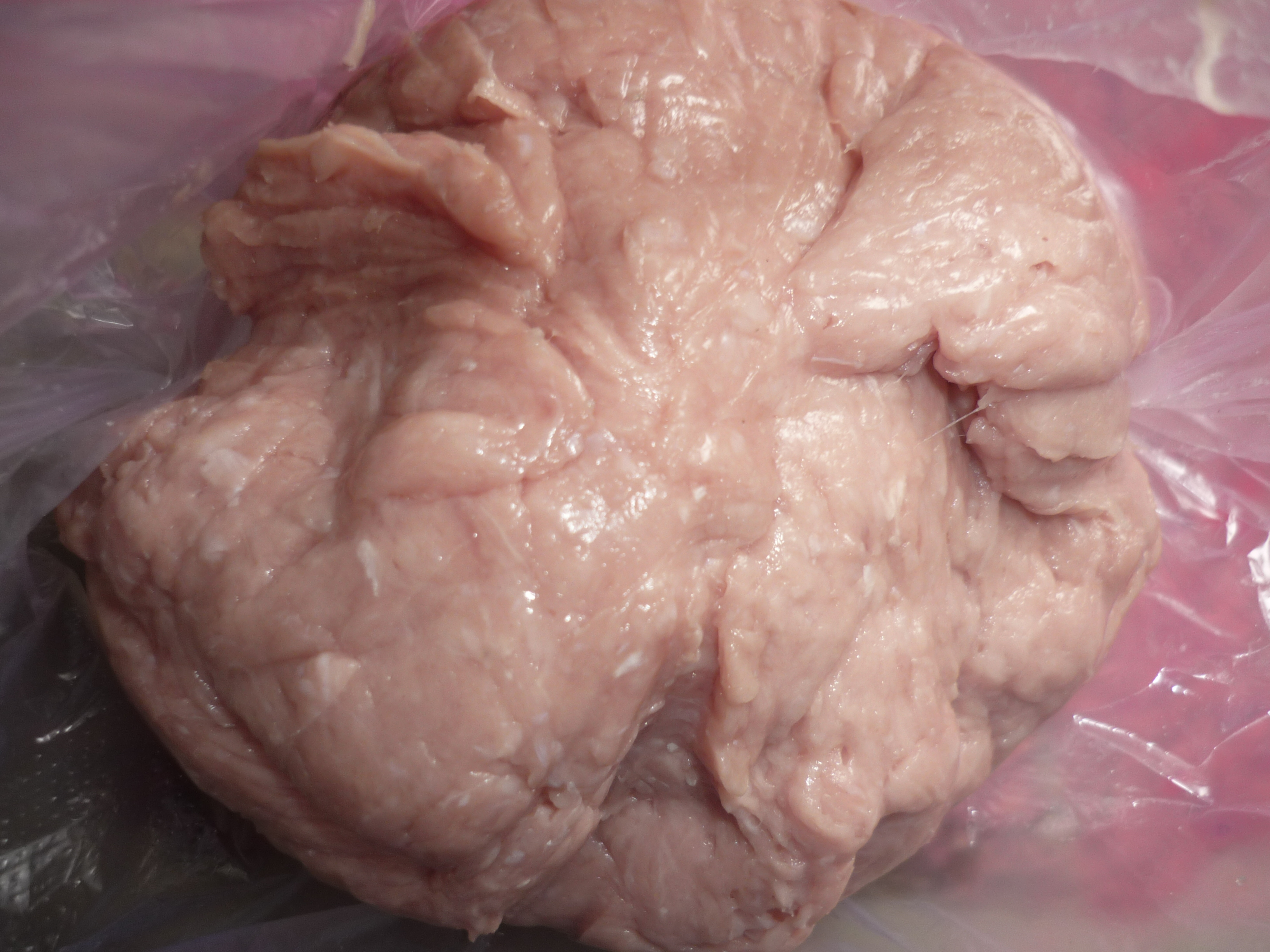
Giò sống, tức thịt nạc quết nhuyễn với một số gia vị, phụ gia để làm nguyên liệu chế biến một số loại giò, mọc